# Prelabium

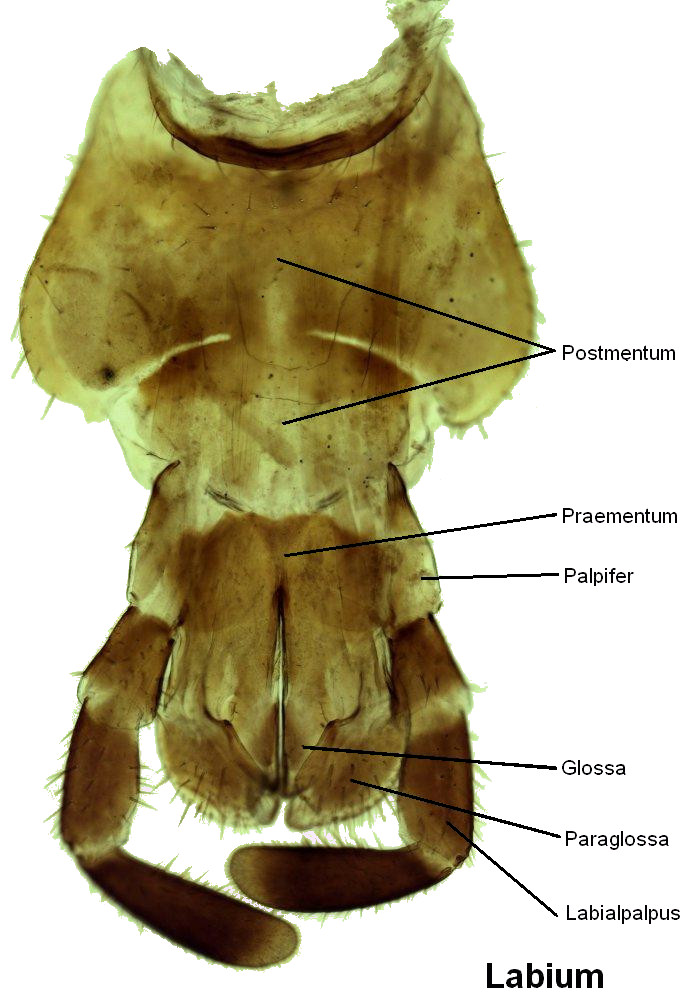
Warga dolna przybyszki amerykańskiej. Na prelabium składają się wszystkie podpisane elementy oprócz zabródka (Postmentum)

Prelabium (łac. prelabium) – element narządów gębowych sześcionogów, wchodzący w skład wargi dolnej.
Prelabium jest odsiebną (wierzchołkową) częścią wargi dolnej, oddzieloną od bardziej nasadowego postlabium, czyli zabródka lub bródki, za pomocą szwu wargowego (łac. sutura labialis). Podstawową częścią prelabium jest przedbródek, niekiedy z częściami bocznymi zróżnicowanymi w palpigery. Na przedbródku w typowym gryzącym aparacie gębowym osadzone są parzyste: głaszczki wargowe, języczki i przyjęzyczki. Elementy te mogą być różnorodnie zmodyfikowane, uwstecznione lub całkiem zanikłe w różnych typach aparatów gębowych.